# Mala Bresnica
Mala Bresnica (en serbe cyrillique : Мала Бресница) est un village de Serbie situé dans la municipalité de Kučevo, district de Braničevo. Au recensement de 2011, il comptait 102 habitants.

## Démographie

### Évolution historique de la population
| 1948 | 1953 | 1961 | 1971 | 1981 | 1991 | 2002 | 2011 |
| ---- | ---- | ---- | ---- | ---- | ---- | ---- | ---- |
| 208  | 217  | 217  | 209  | 175  | 157  | 135  | 102  |

|  |